# Liste der Unesco-Denkmale in Weimar
Diese Seite listet die in Weimar liegenden Einzelbestandteile zweier serieller UNESCO-Welterbestätten so auf, wie sie in der Denkmalliste von Weimar verzeichnet sind. Dabei handelt es sich um die elf Weltkulturerbestätten „Klassisches Weimar“ (1998) und die in Weimar befindlichen Einzelbestandteile des Bauhaus-Welterbes (1996). In der Weimarer Denkmalliste werden diese Einzelbestandteile als „Unesco-Denkmale“ bezeichnet.

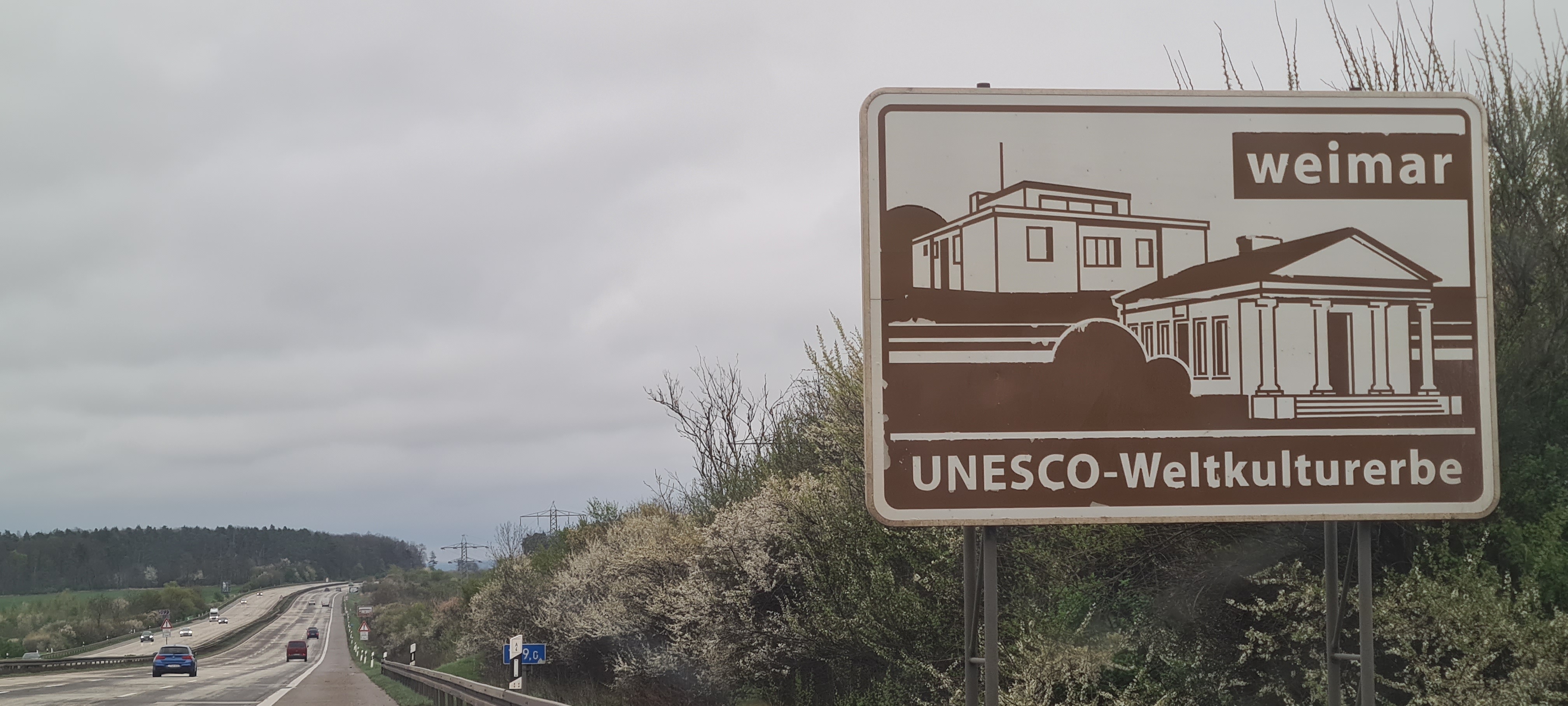
Touristische Unterrichtungstafel an der Autobahn A4: „UNESCO Weltkulturerbe Weimar“ mit dem Haus am Horn und dem Römischen Haus im Park an der Ilm

## Legende
- Bild: zeigt ein Bild des Kulturdenkmals und gegebenenfalls einen Link zu weiteren Fotos des Kulturdenkmals im Medienarchiv Wikimedia Commons
- Bezeichnung: Name, Bezeichnung oder die Art des Kulturdenkmals
- Lage: Wenn vorhanden Straßenname und Hausnummer des Kulturdenkmals; Grundsortierung der Liste erfolgt nach dieser Adresse. Der Link Karte führt zu verschiedenen Kartendarstellungen und nennt die Koordinaten des Kulturdenkmals.
 Kartenansicht, um Koordinaten zu setzen – in dieser Kartenansicht sind Kulturdenkmale ohne Koordinaten mit einem roten bzw. orangen Marker dargestellt und können in der Karte gesetzt werden. Kulturdenkmale ohne Bild sind mit einem blauen bzw. roten Marker gekennzeichnet, Kulturdenkmale mit Bild mit einem grünen bzw. orangen Marker.
- Datierung: gibt das Jahr der Fertigstellung beziehungsweise das Datum der Erstnennung oder den Zeitraum der Errichtung an
- Beschreibung: bauliche und geschichtliche Einzelheiten des Kulturdenkmals, vorzugsweise die Denkmaleigenschaften
- ID: Die ID identifiziert das Kulturdenkmal eindeutig. In Thüringen sind aktuell keine IDs veröffentlicht. In der ID-Spalte kann sich auch folgendes Icon  befinden, dies führt zu Angaben zu diesem Kulturdenkmal bei Wikidata.

## Denkmalliste
| Bild                           | Bezeichnung                     | Lage                                                            | Datierung     | Beschreibung | ID |
| ------------------------------ | ------------------------------- | --------------------------------------------------------------- | ------------- | --- | -- |
| weitere Bilder Fotos hochladen | Haus am Horn                    | Am Horn 61 (Karte)                                              | 1923          | Das Musterhaus, Am Horn 61 wurde 1923 nach einem Entwurf von Georg Muche (1895–1987) erbaut und ist das einzige verwirklichte Projekt einer hier geplanten Siedlung für Meister und Studierende des Bauhauses. |    |
| weitere Bilder Fotos hochladen | Wittumspalais                   | Am Palais 3 (Karte)                                             | 1767 bis 1769 | Erbaut 1767 durch den „fürstlich-sächsischen Landbaumeister“ Johann Gottfried Schlegel im Auftrag des Ministers Jakob Friedrich Freiherr von Fritsch (1731–1814). 1774 erwarb der herzogliche Hof, Sachsen-Weimar-Eisenach, das Palais. |    |
| weitere Bilder Fotos hochladen | Friedhof                        | Am Poseckschen Garten (Karte)                                   | 1818          | Der am Karfreitag 1818 eingeweihte Friedhof wurde mit der Zeit zu einem der schönsten Erinnerungsorte der klassischen und nachklassischen Zeit. Hier findet man unter anderem die von 1822 bis 1827 als Fürstengruft erbaute Goethe- und Schiller Gruft, sowie die Russisch-orthodoxe Kapelle die als Grabstätte Maria Paulownas (1786–1859), 1859 nach Plänen vom Oberbaudirektor Ferdinand Streichhan (1814–1884), auf russischer Erde erbaut wurde. |    |
| weitere Bilder Fotos hochladen | Stadtschloss                    | Burgplatz 4 (Karte)                                             | 1791 bis 1796 | Stadtschloss mit sog. Bastille und Schlossturm |    |
| weitere Bilder Fotos hochladen | Goethes Wohnhaus                | Frauenplan 2 (Karte)                                            | 1709          | Das Wohnhaus am Frauenplan 2 wurde 1709 als barockes Bürgerhaus erbaut. Johann Wolfgang Goethe (1749–1832) wohnte hier zuerst als Mieter von Paul Johann Friedrich Helmershausen, vom 2. Juni 1782 bis November 1789. Danach vom Spätsommer 1792 an und schließlich als Besitzer vom 17. Juni 1794, bis zu seinem Tode am 22. März 1832. |    |
| weitere Bilder Fotos hochladen | Bauhaus-Universität             | Geschwister-Scholl-Straße 7 (Karte)                             |               | Bauhaus-Universität, ehem. Kunstgewerbeschule |    |
| weitere Bilder Fotos hochladen | Bauhaus-Universität             | Geschwister-Scholl-Straße 8 (Karte)                             |               | Bauhaus-Universität, ehem. Kunstschule |    |
| weitere Bilder Fotos hochladen | Herderkirche                    | Herderplatz (Karte)                                             |               | Herderkirche = Stadtkirche St. Peter & Paul |    |
| weitere Bilder Fotos hochladen | Herderhaus                      | Herderplatz 8 (Karte)                                           |               | Herderhaus |    |
| weitere Bilder Fotos hochladen | Gymnasium                       | Herderplatz 14 (Karte)                                          |               | ehemal. Wilhelm-Ernst-Gymnasium |    |
| weitere Bilder Fotos hochladen | Park                            | Park an der Ilm (Karte)                                         |               | Park an der Ilm mit Goethe-Gartenhaus und Garten und Römischem Haus |    |
| weitere Bilder Fotos hochladen | Herzogin-Anna-Amalia-Bibliothek | Platz der Demokratie 1 (Karte)                                  | 1562 bis 1569 | Die Herzogin-Anna-Amalia-Bibliothek ist eine Forschungsbibliothek für Literatur- und Kulturgeschichte mit besonderem Schwerpunkt auf die deutsche Literatur von der Aufklärung bis zur Spätromantik. Sie ist nach der Herzogin von Sachsen-Weimar-Eisenach Anna-Amalia (1739–1807), eine geborene Prinzessin von Braunschweig-Wolfenbüttel, benannt.                                                                                                   |    |
| weitere Bilder Fotos hochladen | Schillers Wohnhaus              | Schillerstraße 12 (Karte)                                       |               | Das Schillerhaus ist das ehemalige Wohnhaus von Friedrich Schiller. |    |
| weitere Bilder Fotos hochladen | Schloss und Park Belvedere      | Anhöhe Eichenleite (ca. 4 km südlich des Stadtzentrums) (Karte) |               | Das Schloss Belvedere ist eine üppig gestaltete Lustschlossanlage mit zahlreichen Nebengebäuden sowie einem Landschaftspark samt Orangerie |    |
| weitere Bilder Fotos hochladen | Schloss und Park Tiefurt        | Ortsteil Tiefurt (ca. 4 km östlich des Stadtzentrums) (Karte)   |               | Schloss Tiefurt ist ein kleines Landschloss an der Ilm mit einem von einer Ilmschleife eingefassten Schlosspark |    |